# Kayoko Shibata
Kayoko Shibata (柴田 かよこ Shibata Kayoko?) (Kanagawa, Japón; 21 de febrero de 1980) es una modelo, cantante y actriz japonesa. Se hizo muy conocida por su rol de Mariko en la película Ju-on y como Matsuri Tatsumi/GoPink en la serie Super Sentai Kyūkyū Sentai GoGo-V, en la que fue acreditada como Monika Sakaguchi (坂口 望二香 Sakaguchi Monika?). Posteriormente repitió su segundo rol en dos ocasiones más, primero en la película crossver Timeranger Vs GogoFive y segundo en el episodio 23 de la serie Super Sentai N°35 Kaizoku Sentai Gokaiger.

## Filmografía
- Kyūkyū Sentai GoGo-V (1999): Matsuri Tatsumi/GoPink
- Kyuukyuu Sentai GoGoFive: Sudden Shock! A New Warrior (1999): Matsuri Tatsumi/GoPink
- Kyuukyuu Sentai GoGoFive Super Video: The Rescue Spirit Five Doctrines (1999): Matsuri Tatsumi/GoPink
- Kyuukyuu Sentai GoGoFive vs. Gingaman (2000): Matsuri Tatsumi/GoPink
- Mirai Sentai Timeranger vs. GoGoFive (2001): Matsuri Tatsumi/GoPink
- To Sing of Love (2002)
- Ju-on: The Grudge (2003): Mariko
- Bayside Shakedown 2 (2003)
- Chateau de Roses (2005): Rosemary
- Samurai Sentai Shinkenger (2009): Estrella invitada Kana (episodio 12)
- Kaizoku Sentai Gokaiger (2011): Matsuri Tatsumi/GoPink (episodio 23)